# PRS Futebol Clube
O Players RS Futebol Clube, (conhecido como PRS) é um clube brasileiro de futebol da cidade de Porto Alegre, no estado do Rio Grande do Sul e a suas cores são azul, laranja e amarelo. 

## História
A equipe foi fundada em dezembro de 2015 constituindo a partir disso, um clube empresa nos moldes de outras equipes do Brasil e do exterior. Idealizado pelo ex-jogador, atual técnico da equipe e marido da Presidente Edmilson Silva, seu nome Players RS foi escolhido para facilitar o entendimento do mercado internacional, mirando atrair e ajudar a compreensão de futuros parceiros. 
Nos seus primeiros anos de vida, através de uma parceria com a Associação Garibaldi de Esportes disputou o Campeonato da Região Serrana de 2016, jogando no estádio Estádio Alcides Santarosa em Garibaldi. Ainda fruto desta parceria disputou a Terceira divisão do Campeonato Gaúcho de 2017 e os torneios de base entre os anos 2016 e 2019.
Em 2020, após dois anos sem disputar torneios profissionais, o clube confirmou o retorno à Terceirona Gaúcha, ainda com a sede em Garibaldi, através da parceira PRS/Garibaldi, mas a edição acabou sendo cancelada pela Pandemia de COVID-19.
Após cinco anos de contrato, em 2021, a Associação Garibaldi de Esportes decide não renovar a parceria e participar da Terceira divisão sem vínculo com o PRS. No ano seguinte o clube inicia nova parceria, desta vez com a filial brasileira do Club Sport Marítimo de Portugal, disputando a Terceira divisão do estado.
Sua principal revelação é o zagueiro Roger Ibañez, convocado por Tite para os últimos dois amistosos de preparação para a Copa do Mundo de 2022 contra as seleções da Gana e da Tunísia.